# Mellanhand (ekonomi)
En mellanhand är en tredje part som erbjuder tjänster mellan två handelspartners. Denne förmedlaren fungerar som en kanal för varor eller tjänster som erbjuds av en leverantör till en konsument. Normalt erbjuder förmedlaren någon form av mervärde för de transaktioner som vore krångligt eller omöjligt genom direkt handel.